# Подземный город (Пекин)

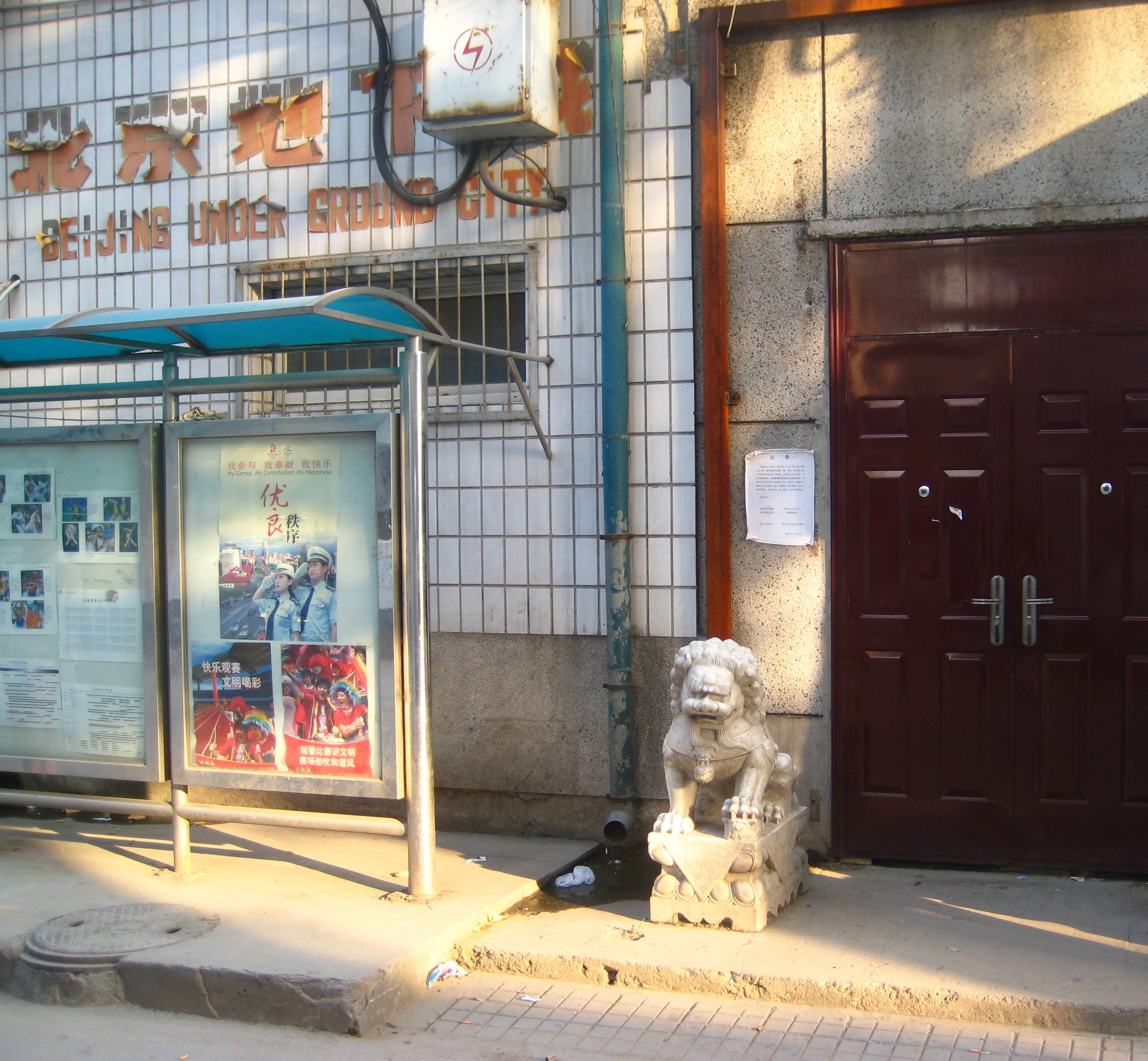
Вход в Подземный город, улица Сидамочжан

Подземный город (кит. 地下城, пиньинь Dìxià Chéng, палл. дися чжэн) — пекинское бомбоубежище времён Холодной войны, представляющее собой систему подземных тоннелей и также известное как Великая подземная стена, поскольку было военным объектом и предназначалось для национальной обороны. Строительство бомбоубежища шло в 1969—1979 годах, во время советско-китайского раскола; в 2000 году объект был открыт для туристов в качестве музея. Для туристов организовано групповое посещение комплекса подземелий, который и организаторы, и посетители назвали «тёмным, сырым и невероятно жутким». С февраля 2008 года объект находится на реконструкции.

## Местонахождение
Тоннели Подземного города находятся в центре Пекина и занимают площадь в 85 км², находясь на глубине от 8 до 18 м. В своё время в комплекс было около 90 тайных ходов, которые находились в магазинах на улицах Цяньмэня (Чжэньянмэнь); многие из них были заблокированы в связи с реконструкцией или замурованы. Известные существующие ходы — дом 62 по улице Западного Дамочана (Цяньмэнь), Пекинская текстильная фабрика ковров (дом 44, улица Синфу в округе Чунвэнь) и дом 18 по улице Дачжалань (Цяньмэнь).

## История
В 1969 году в связи с пограничным конфликтом на озере Даманском, обострением советско-китайских отношений и возможной угрозой начала ядерной войны председатель КНР Мао Цзэдун приказал начать строить большое бомбоубежище в Пекине, которое могло бы выдержать любые атаки от традиционных методов войны до биохимических атак и ядерного удара. Комплекс должен был защитить всё пекинское население численностью 6 млн человек и позволить правительству вовремя эвакуироваться в случае нападения.
В составе подземного города были рестораны, больницы, школы, театры, заводы, зал для катания на роликах, хранилища зерна и топлива и ферма для выращивания грибов. При необходимости можно было выкопать до 70 колодцев. Были установлены многочисленные системы вентиляции: от ядовитых газов жителей подземного города могли защитить около 2300 работающих вентиляторов. Газо- и водостойкие замаскированные двери, а также толстые бетонные главные ворота были сконструированы специально для защиты от биохимических атак и выпадения радиоактивных осадков.
Официальная структура комплекса и его протяжённость не оглашались, однако ходили слухи, что комплекс мог быть соединён с разными достопримечательностями Пекина от Чжуннаньхая до Дома народных собраний и военных баз в окрестностях города. Центр сетевой информации Китая утверждает, что комплекс связан со всеми районами центрального Пекина от Сиданя и Сюаньумэня до Цзяньмэня и Чунвэня с учётом Западных холмов. Ходили слухи, что в каждом доме был даже тайный ход к ближайшему тоннелю: в случае ядерной атаки половина населения Пекина могла укрыться на Западных холмах, а другая уйти в подземелье.
В строительстве тоннеля участвовали более 300 тысяч местных жителей (в том числе школьников) на добровольческой основе, при прокладке тоннелей иногда вообще не применялась тяжёлая техника. Для экономии на материалах были снесены многовековые городские стены, башни и ворота (в том числе старинные городские ворота Сичжимэнь, Фучжэнмэнь и Чунвэньмэнь. С момента завершения строительства местные жители использовали тоннели по разному назначению: летом в них было прохладно, а зимой тепло. На оживлённых улицах некоторые участки комплекса были переделаны под дешёвые гостиницы, а другие стали центрами купли-продажи товаров и оказания услуг и даже театрами. Несмотря на то, что по прямому назначению комплекс не использовался никогда, регулярно городские власти проводят санитарно-эпидемиологические проверки на утечку воды или обнаружение опасных бактерий.

## Дешёвое жильё
Начиная с 80-х годов, туннели постепенно и всё чаще переоборудовали для размещения дешевых отелей и офисов: комнатушки в основном принадлежат частным домовладельцам. Как сообщает The Sun, в туннелях до сих пор проживает до миллиона малообеспеченных рабочих — как правило это мигранты из других провинций Китая, которых привлекает низкая арендная плата (всего треть от стандартной наземной). Некоторые жители живут в комплексе десятилетиями, в то время как другие переезжают под землю, пока не заработают достаточно, чтобы арендовать наземное жилье. Власти Пекина пытаются бороться с незаконным бизнесом, поставив жителей фактически вне закона с 2010 года из соображений безопасности. Большую часть жителей удалось вывести на поверхность, но множество людей все еще снимают ночлежки.

## Туристический объект
В 2000 году комплекс был открыт для посещения туристами, закрывшись снова на ремонт в феврале 2008 года. Зарубежные туристы посещали участки комплекса, который приобрёл значительную популярность у них, но сам Подземный город собственно пекинцами и иными жителями КНР не посещался. Несмотря на наличие множества других входов, туристов водили через открытый для посещения вход в магазине в Цзяньмэне к югу от площади Тяньаньмэнь (дом 62, улица Западного Дамочана). Для туристических групп экскурсия была бесплатной, для индивидуальных туристов — 20 юаней с каждого (2,4 доллара США).
Официально туристы посещали лишь небольшой кольцевой участок Подземного города. Внутри комплекса туристы могли увидеть указатели к главным достопримечательностям Пекина, в том числе к площади Тяньаньмэнь и к Запретному городу, а также увидеть комнаты с оригинальным предназначением (кинотеатры, больницы или арсеналы). На стенах были портреты Мао Цзэдуна со стёршимися лозунгами наподобие «Собирайте зерно» или «Народу: Готовьтесь к войне, готовьтесь к голоду». В зонах, закрытых для посещения туристами, находились комнаты с двухъярусными кроватями и прогнившие картонные коробки с водоочистными элементами. Также туристы могли посетить действующую фабрику по производству шёлка и посмотреть на то, как получают шёлк с помощью гусениц-шелкопрядов. В Цзяньмэньском центре искусств и ремёсел и в центрах компании «Кайтян» можно было приобрести сувениры.